# Charles Saint
Charles Saint est un homme politique français né le 13 septembre 1826 à Beauval (Somme) et décédé le 28 janvier 1902 à Paris.

## Biographie

### Carrière professionnelle
À la tête d'une maison de vente de toile de jute à Paris, il fut à l'origine de l'industrie de tissage mécanique du jute dans la vallée de la Nièvre dans le département de la Somme et devint fabricant de toiles, de sacs et de cordages. Il fut vice-président de la chambre de commerce d'Amiens, et posséda de vastes propriétés au Tonkin.
Il est vice-président de l'Association de l'industrie et de l'agriculture françaises.
Il fit notamment offrir le vitrail surplombant la mairie de Doullens alors qu'il était député de l'arrondissement de Doullens.
Ce vitrail, qui a été posé en 1898, est l'œuvre de Monsieur Hubert de Paris. Il représente le travail, le commerce, la liberté, la fraternité, l'égalité.

### Carrière politique
Il est député de la Somme de 1894 à 1902, inscrit au groupe des Républicains progressistes.

## Décorations
- Officier de la Légion d'honneur (1894)[2]

## Sources
- « Charles Saint », dans le Dictionnaire des parlementaires français (1889-1940), sous la direction de Jean Jolly, PUF, 1960 [détail de l’édition]